# Air Japan
Air Japan Co., Ltd. (in giapponese, 株式会社エアージャパン Kabushiki-gaisha) è una compagnia aerea charter con sede all'Aeroporto Internazionale di Narita, presso la città di Narita, nella prefettura di Chiba in Giappone. Fa parte del gruppo All Nippon Airways (ANA). La compagnia è stata fondata il 29 giugno 1990 con l'iniziale nome di World Air Network Co., Ltd, che poi venne cambiato nell'attuale Air Japan Co., Ltd il 5 luglio 2000.
Air Japan condivide i medesimi codici identificativi di chiamata radio con tutti i velivoli All Nippon Airways su tutti voli, eccetto per le rotte da e verso Seoul, Hong Kong, Taipei e Honolulu, nei quali utilizzando il codice identificativo proprio di Air Japan.

## Storia della compagnia
Air Japan è stata fondata inizialmente col nome di World Air Network il 29 giugno 1990 e divenne la compagnia passeggeri charter del gruppo All Nippon Airways (ANA), ma cessò le proprie attività nel 1995.
Il 5 luglio 2000, la compagnia World Air Network venne rinominata Air Japan e riprese il servizio nel 2001. Il primo volo internazionale della compagnia partì il 1º gennaio 2001 da Osaka e atterrò a Seul, Corea del Sud. Il 30 marzo 2003, Air Japan aprì la prima tratta internazionale tra Narita, Giappone e Honolulu, Stati Uniti.
Il 2 aprile 2010 venne annunciato che Air Japan avrebbe inglobato la compagnia cargo ANA & JP Express.
Il 9 marzo 2023, ANA è stato annunciato che Air Japan opererà come vettore aereo a medio raggio e low-cost effettuando voli da e per il Sud-est asiatico a partire da febbraio 2024, utilizzando il Boeing 787 Dreamliner come velivolo.

## Informazioni societarie
Air Japan ha la propria sede presso l'ANA Sky-center (ANAスカイセンター) 3B, presso l'Aeroporto Internazionale di Narita, Chiba.
Stando ad aprile 2022, Air Japan conta circa 870 dipendenti, e conta su un capitale azionario di circa ¥50 milioni (equivalenti a circa €347 mila).

### Consiglio di amministrazione
- Hideki Mineguchi - Presidente e Amministratore delegato
- Koichiro Kuba - Vicepresidente esecutivo senior
- Satoshi Ichikawa - Vicepresidente esecutivo
- Toru Ishikawa - Vicepresidente senior
- Masahiro Shibuya - Vicepresidente senior
- Yuka Yamagishi - Vicepresidente senior
- Hidetaro Abe - Vicepresidente senior

## Flotta
Ad ottobre 2024 la flotta di Air Japan è così composta: